# Орден Глека

Орден Глека (зліва, другий зверху)

Орден Глека (ісп. Orden de la Jarra, нім. Kannenorden) — лицарський орден, заснований королем Арагону Фердинандом І 1403 року. Після 1412 року став королівським лицарським орденом, та проіснував до 1516 року.
Символом ордена був золотий глечик із трьома ліліями. Лілії символізували образ Пречистої Богородиці. Також був присутній символ золотого грифону, що висить під образом Діви Марії, який тримав у лапах прапор із девізом іспанського ордена «por so amor» («з любові до неї»). 

## Назви
Протягом свого існування, Орден був відомий під наступними назвами:
- Orden de la Jarra de la Salutación (Орден Глека Вітання)
- Orden de las Jarras de Santa María y Grifo (Орден Глеків Святої Марії та Грифона)
- Orden de la Jarra y el Grifo (Орден Глека і Грифона)
- Orden de la Jarra y Estola (Орден Глека та Столу)
- Orden de la Stola et Jarra (Орден Стола та Глека)
- Orden de la Azucena (Орден Лілії)
- Orden de la Terraza (Орден Глека)
- Orden del Grifo (Орден Грифона)

Назва «de la Terraza» походить від назви, даної в давнину глиняним глечикам для питної води.

## Історія
Легенда про походження Ордену Глека може бути пов'язана з тим, що король Фердинанд, щоб не виглядати таким, що посягає на владу свого брата, короля Кастилії Енрі III, намагався обґрунтувати існування ордену тим, Орден Глека був одним із найстаріших військових орденів у Європі, заснованим у Королівстві Наварра в XI столітті.
Існує кілька версій наварської легенди. Згідно з однією, орден заснував Санчо III 1023 року. За іншою – Санчо IV, який правив у 1054–1076. Або король Гарсіа III 25 березня 1043 року. Коли король полював, він зупинився біля входу в печеру в Наєрі, всередині якої був образ Діви Марії поруч із глеком лілій, символом Благовіщення. Звідси й походить назва Орден де ла Терраса, або jar (глек).
Історик 19-го століття Вісенте де ла Фуенте вважав, що орден міг існувати до реформи Санчо VII Ордену Лілій (Orden de los Lirios) у 1223 році.
15 серпня 1403 року, святкуючи свято Благовіщення в Медіні-дель-Кампо, Фердинанд відновив Орден та присвоїв своїм синам Альфонсо, Хуану, Енрі, Санчо та Петру відзнаки нового лицарського ордену.